# Diplazium moritzianum
Diplazium moritzianum är en majbräkenväxtart som beskrevs av Robert G. Stolze.
Diplazium moritzianum ingår i släktet Diplazium och familjen Athyriaceae. Inga underarter finns listade i Catalogue of Life.